# Bægerglas
Et bægerglas er en glasbeholder som anvendes til væsker i kemilaboratorier. Det er cylinderformet og har en lille fordybning (en tud) i den øverste kant, så der nemt kan hældes fra det. Bægerglas fås i størrelser fra 1 ml og op til mange liter.
Bægerglas er for det meste fremstillet af glas, ofte Pyrex, eller af plastic. Der fås også bægerglas fremstillet af Teflon.
Bægerglas kan dækkes til med f.eks. urglas for at forhindre forurening af indholdet eller tab som følge af fordampning. De er ofte graduerede, dvs. mærket på ydersiden med linjer der indikerer glassets rumfang. F.eks. er et 250 ml bægerglas ofte mærket ved indhold på 50, 100, 150, 200 og 250 ml. Rumfangsangivelserne er dog ikke altid lige præcise og bør anses for vejledende.
Bægerglas adskiller sig fra kolber ved at deres sider ikke hælder, glassene har samme diameter i top og bund.